# Kammhuberlinie

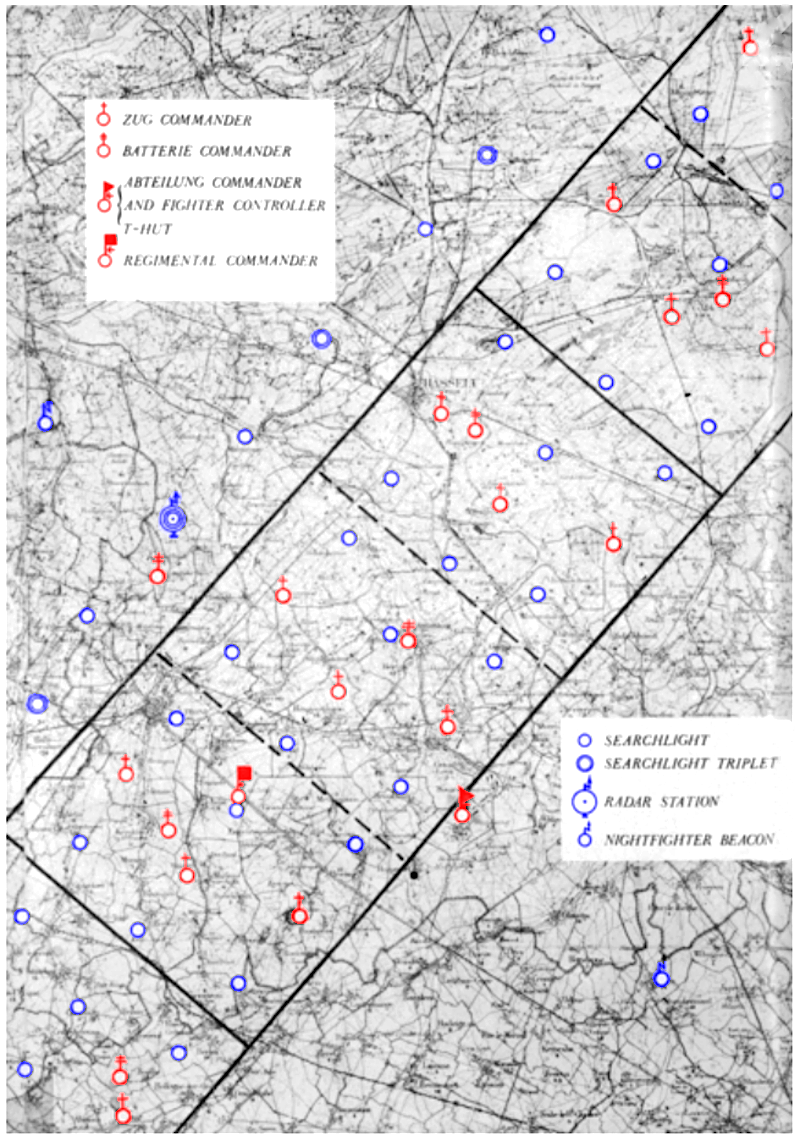
Een door het spionagenetwerk Tégal naar het VK gesmokkeld kaartje van de Kammhuberlinie in de buurt van Hasselt.

De Kammhuberlinie was de naam die werd gegeven aan een Duits luchtafweer dat werd gebruikt tegen de geallieerde bommenwerpers vanaf juli 1940. 

## Achtergrond
Deze linie werd opgericht door Generaal Josef Kammhuber. De linie liep van Noord- naar Zuid-Denemarken en ging van Noord-Duitsland via Nederland, België en Oost-Frankrijk naar de Zwitserse grens. De eerste versie van de Kammhuberlinie bestond uit een reeks radarstations met overlappende radiodekking en opgebouwd in drie lagen. Elk station voorzag een radardekking van 32 km hoog (noord-zuid) en 20 km breed (oost-west). Elk controlecentrum bestond uit een Freyaradar met een reikwijdte van ruim 100 km, twee schotelvormige Würzburg-Rieseradar, die 70 kilometer bereik hadden en in staat waren om ook de vlieghoogte te peilen. Verder hoorde bij het controlecentrum bij de radars behorende elektronische apparatuur, een telefooncentrale, waarmee heel West- en Noord-Duitsland gealarmeerd kon worden en een hoofdzoeklicht, dat werd aangestuurd door de Freyaradar. Een reeks manueel bediende zoeklichten, die verspreid over de cel stonden opgesteld, waren aanvullend. Elke cel stuurde tevens één hoofdnachtjager en één stand-by-nachtjager aan. De jagers waren meestal de Dornier Do 17, Junkers Ju 88 of Messerschmitt Me 110. Deze linie kende als schuilnaam: operatie Himmelbett.